# Shahla Jahed
Shahla Jahed (Teerã, 10 de maio de 1970 — 1 de dezembro de 2010) foi uma mulher iraniana que foi condenada à morte em junho de 2004 pelo assassinato de Laleh Saharkhizan, a esposa de seu namorado (no âmbito de um casamento temporário) em 9 de outubro de 2002.